# Aetomylaeus vespertilio
Aetomylaeus vespertilio är en rockeart som först beskrevs av Pieter Bleeker 1852.  Aetomylaeus vespertilio ingår i släktet Aetomylaeus och familjen örnrockor. IUCN kategoriserar arten globalt som starkt hotad. Inga underarter finns listade i Catalogue of Life.